# Tino Oac
Tino Oac (* 6. Dezember 1976 in Speyer) ist ein deutscher Sänger und ehemaliges Mitglied der Band Söhne Mannheims. 

## Karriere
Oac gründete als Jugendlicher die Band P-Dox, die sich aber nach ein paar Jahren auflöste. Durch seine Arbeit an seinem Solo-Album mit Vilko und Edo Zanki lernte er Xavier Naidoo und Michael Herberger kennen und wurde wenig später Mitglied der Söhne Mannheims. Im Jahre 2003 gründete er mit Alex Nies (Schlagzeug), Woolf Schönecker (Gitarre) und Enzo Miucci (Bass) eine eigene Band namens Swosh!. Diese Band wurde mittlerweile auch aufgelöst. Im Oktober 2008 veröffentlichte das TätowierMagazin einen Artikel über den Sohn Mannheims und nahm Oac auf das Cover.
2006 gehörte er zu den Produzenten von Tic Tac Toe und Nadja Benaissa (Ex No Angels).

## Diskografie

### Mit den Söhne Mannheims
→ Söhne Mannheims/Diskografie

### Solo
- 2009: Klagelied (Wie Lang) (mit Azad)